# مخطوطة وندزور للشاهنامه
مخطوطة وندزور للشاهنامه (الفارسية: شاهنامه قرچغای‌خان) أو شاهنامه قرجغاي خان هي مخطوطة مصورة للشاهنامة، الملحمة الوطنية لإيران الكبرى. وهي من أشهر مخطوطات الشاهنامة ، ويعود تاريخها إلى سنة 1648م. رسمها (أو على الأقل شارك في رسمها) محمد قاسم ومحمد يوسف الرسام. إن المنمنمات الموجودة في هذه الشاهنامة تشبه إلى حد كبير المنمنمات الموجودة في شاهنامة رشيدة، ولذلك اقترح البعض أن هذه المخطوطتين قد أعدها نفس الرسامين.
تحتوي شاهنامه وندزور على 148 أو 149 منمنمة وهي مكتوبة بخط النستعليق، كتبها محمد حكيم حسيني بأمر قراشقاي خان (أحد قادة عباس الأول ملك فارس). وهي في حالة جيدة جدًا مقارنة بمخطوطات الشاهنامة الأخرى. ليس من الواضح كيف ومتى حصل أحمد شاه دراني ووريثه كامران شاه بعد ذلك على هذه النسخة من الشاهنامه. في عام 1839، أعطى كامران شاه المخطوطة إلى الملكة فيكتوريا، لدعمها للأفغان ضد سلالة القاجار. توجد المخطوطة الآن في المجموعة الملكية وعادة ما تكون في مكتبة قلعة وندسور.

## روابط خارجية
- www.fitzmuseum.cam.ac.uk
- الشاهنامة 1648